# Mariannelund
Mariannelund er et byområde i svenske Eksjö kommun i Jönköpings län i Småland, nær grænsen til Kalmar län. Mariannelund har 1.518(2023) indbyggere.
Byen ligger på det Sydsvenske højland, og gennemkøres af jernbanen Bockabanan og Riksväg 40.